# 金舸
金舸（1980年—），萤火虫汽车品牌总裁兼蔚来汽车副总裁。

## 生平
1980年出生于中国湖北省，毕业于上海交通大学电子信息专业，后赴美国特拉华大学攻读电子工程硕士学位。
2005年，加入汇丰银行担任管理培训生及客户经理。
2007年，加入上汽集团，任上汽技术中心工程师。
2019年，任上汽通用整车平台执行总监（VLE）。
2022年，加入蔚来汽车，开始负责萤火虫汽车项目，并于2023年升任蔚来汽车副总裁。
2024年，任萤火虫汽车品牌总裁。